# Den Blå Port
Den Blå Port var en dansk kulturtidskrift för litteratur och litteraturkritik. 
Den Blå Port utgavs i 93 nummer till juni 2014, 1985–2003 av Forlaget Rhodos, och senare av bland annat Forlaget Vandkunsten 2009–2014. Grundläggare, samt redaktörer 1985–1989, var litteraturkritikern Erik Skyum-Nielsen och poeten Søren Ulrik Thomsen. Ambitionen var att genom presentationer, intervjuer, analyser och skönlitterära bidrag främja dialogen mellan den nya diktningen och kritiken. 
Den Blå Port, med Josefine Klougart och Jonas Rolsted som redaktörer, fick 2103 utmärkelsen Årets kulturtidskrift i Norden, med motivering bland annat:  
"Danska Den Blå Port är en tidskrift som lyckas fånga litteraturen här och nu, samtidigt som texterna känns tidlösa och evigt aktuella. Den är ambitiös och navigerar med säkerhet och elegans i tidens intellektuella farvatten...
...när man börjar bläddra, tar det inte lång tid innan orden gnistrar, bubblar och sjuder på och mellan raderna. Den Blå Port ger en lust att läsa mer, mer och mer, inte bara tidskriftens egna texter, men också böcker av alla slag, andra tidskrifter, pamfletter, broschyrer. Den lyckas göra det poetiska politiskt och det politiska poetiskt."